# John Kavanagh
John Kavanagh é um ator irlandês que atuou no palco, em mais de vinte filmes, incluindo Cal (1984), Braveheart (1995) e Alexander (2004), e em inúmeros programas de televisão. Seus prêmios incluem ser nomeado para o Drama Desk Award de Melhor Ator em uma peça em 1989 por seu papel em um revival de Juno e o Paycock.

## Carreira
John Kavanagh é um ator irlandês. Ele começou sua carreira com a comédia irlandesa Paddy (1970), onde desempenhou o pequeno papel de Willie Egan. Nesse mesmo ano, ele desempenhou outro pequeno papel no filme da Segunda Guerra Mundial The McKenzie Break (1970), sobre um P.O.W. acampamento na Escócia cujos prisioneiros estão preparando uma fuga.
Os próximos doze anos não trouxeram a Kavanagh novos filmes, embora ele continuasse a atuar no palco. Finalmente, ele decidiu voltar a atuar com o filme teatral The Ballroom of Romance (1982), que o colocou em um romance com a atriz Brenda Fricker. O filme foi seguido com o pequeno filme Attracta (1983), e o filme feito para a televisão The Country Girls (1984), estrelado por Sam Neill.
O próximo filme teatral de Kavanagh foi um dos filmes mais famosos de sua carreira: o filme irlandês Cal (1984), estrelado por Helen Mirren e John Lynch. O filme era sobre um jovem membro do IRA (Lynch) que está tentando sair da organização. Ele conhece a viúva de uma das vítimas do IRA (Mirren) e eles começam um caso de amor.
Partindo desse filme, Kavanagh atuou em vários filmes e séries de televisão. Participou do thriller The Fantasist (1986), do drama policial Bellman e True (1987), do filme de ação Joyriders (1988) e do filme independente 4 Play: In the Border Country (1991), entre outros.
A carreira de Kavanagh aumentou consideravelmente em meados dos anos noventa. Ele atuou ao lado de atores clássicos como Mia Farrow e Jim Broadbent no filme de John Irvin, Widows 'Peak (1994). Kavanagh, então, estrelou na série Sharpe (estrelando Sean Bean e Hugh Fraser), onde interpretou o homem santo, o padre Michael Curtis. Nesse mesmo ano, ele atuou em Braveheart (1995) como um dos nobres que rotineiramente mudou de lado da Escócia para a Inglaterra nas guerras escocesas de independência. Kavanagh em seguida atuou em Some Mother's Son (1996), um filme de prisão escrito por Jim Sheridan e reunido com Brenda Fricker no Meteor de Pete (1998).
Depois de uma série de filmes menores, Kavanagh atuou em outro épico histórico: o filme de Oliver Stone, Alexander (2004), estrelado por Colin Farrell, Val Kilmer e Anthony Hopkins. Kavanagh desempenhou o papel de Parmenion, o velho general que questiona as ações de Alexander. Depois de um plano para matar o jovem líder é frustrado, Parmenion é acusado de ser o cérebro por trás dele e é assassinado. Enquanto o filme foi um triunfo no exterior, sua bilheteria doméstica foi uma fração do orçamento, e recebeu críticas negativas por uma série de razões. Depois disso, Kavanagh atuou no filme de assassinato de Brian De Palma, The Black Dahlia (2006), que falhou nas bilheterias.
Kavanagh se recuperou com a bem sucedida série de televisão The Tudors (2007). Estrelado por Jonathan Rhys Meyers, membro do elenco de Alexandre, a série apresenta a história do tumulto na Inglaterra no tempo de Henry the Eighth e sua vida ao romper com a Igreja Católica. Em 2012, Kavanagh foi escalado para a série de TV de Michael Hirst, Vikings. [1]
Kavanagh colaborou como vocalista com Paul Brady no disco The Green Crow Caws, uma celebração musical das palavras de Seán O'Casey.
Em 2012, foi escalado para a série Vikings.

## Filmografia

### Filme
- 1970: Só os Valentes Voltaram - O Inspetor de Polícia
- 1982: The Ballroom of Romance - Bowser Egan
- 1984: Cal - Memórias de um Terrorista - Skeffington
- 1995: Coração Valente - Craig
- 1997: Nó na Garganta - Doutor Boyd
- 1998: Dança das Paixões - Padre Carlin
- 2004: Alexandre - Parmenion
- 2006: Dália Negra
- 2006: The Tiger's Tail - Harry
- 2007: Closing The Ring - Reverendo Smith
- 2013: Em Segredo - Inspetor Michaud
- 2016: Florence - Quem é Essa Mulher? - Arturo Toscanini

### Séries de TV
- 1984: Caught in a Free State - Coronel Brian Dillon
- 1995: Sharpe's Sword - Padre Curtis
- 2007–2008: The Tudors - Cardeal Campeggio
- 2008: Inspector George Gently - Doyle
- 2013-presente: Vikings - O Vidente / Papa Leão IV